# ICH-X K2
Der ICH-X K2 (anfangs ICKX K2) ist ein Geländewagen des italienischen Automobilherstellers DR Automobiles, das unter der Marke ICH-X vermarktet wird. Er ist technisch baugleich mit dem BJ40 von Beijing.

## Geschichte
Vorgestellt wurde das Fahrzeug als erstes Modell der Marke im Juni 2022 auf der Milano Monza Motor Show. Seit April 2023 wird es in Italien verkauft. Wegen eines Namensrechtsstreits mit Jacky Ickx wurde das Modell Anfang 2024 umbenannt.

## Technische Daten
Im Gegensatz zum Beijing BJ40 gibt es für den ICH-X K2 nur einen Motor. Der Zweiliter-Diesel basiert auf einem früheren Saab-Motor und leistet maximal 119 kW (162 PS). Er ermöglicht eine Beschleunigung von 0 auf 100 km/h in 9,6 Sekunden und eine Höchstgeschwindigkeit von 160 km/h. Eine Bodenfreiheit von 22 Zentimeter, ein Böschungswinkel von vorn 37 Grad und hinten 31 Grad und eine Wattiefe von 50 Zentimetern ermöglichen eine gute Geländetauglichkeit. Weiter hat der Wagen hinten eine Starrachse und Allradantrieb mit einer zuschaltbaren Geländeuntersetzung.
|                                             | ICH-X K2                   |
| Bauzeitraum                                 | seit 04/2023               |
| Motorkenndaten                              |                            |
| Motortyp                                    | R4-Dieselmotor             |
| Hubraum                                     | 1968 cm³                   |
| max. Leistung bei min−1                     | 119 kW (162 PS) / 4000     |
| max. Drehmoment bei min−1                   | 380 Nm / 2600              |
| Kraftübertragung                            |                            |
| Antrieb                                     | Allradantrieb              |
| Getriebe                                    | 8-Stufen-Automatikgetriebe |
| Messwerte                                   |                            |
| Höchstgeschwindigkeit                       | 160 km/h                   |
| Beschleunigung, 0–100 km/h                  | 9,6 s                      |
| Tankinhalt                                  | 75 l                       |
| Kraftstoffverbrauch auf 100 km (kombiniert) | 10,3 l Diesel              |
| CO2-Emissionen (kombiniert)                 | 272 g/km                   |
| Abgasnorm                                   | Euro 6d                    |